# Huerto
Huerto – gmina w Hiszpanii, w prowincji Huesca, w Aragonii, o powierzchni 86,72 km². W 2011 roku gmina liczyła 266 mieszkańców.